# Buddy Harman
Murrey Mizell „Buddy“ Harman (* 23. Dezember 1928 in Nashville; † 21. August 2008 ebenda) war ein US-amerikanischer Country-Schlagzeuger. Er war gefragt in der Rolle des Studiomusikers, der insbesondere in Nashville an zahlreichen Aufnahmen für Country-Musiker teilnahm und zur losen Zusammenschluss von Studiomusikern des Nashville A-Teams gehörte. Aber nicht nur die Country-Szene buchte seine Dienste, denn er war auch für Pop- und Rockmusiker tätig.

## Werdegang
Harmans Mutter spielte Schlagzeug in einer vom Vater gegründeten Freizeitband in Nashville. Mit Vorbildern wie Gene Krupa oder Buddy Rich entschloss sich Buddy Harman, ab 1949 an der Roy Kapp School of Percussion in Chicago zu studieren. Im Jahr 1952 kehrte er nach Nashville zurück. Die sich in Nashville etablierende Szene der Country-Musik bot ihm ausgezeichnete Möglichkeiten. Zunächst ließen ihm die Musikproduzenten wenig Freiheit, seine Talente zu entfalten, denn Schlagzeug wurde zu jener Zeit in der Country-Musik kaum eingesetzt. Als er 1954 für Carl Smith in der Grand Ole Opry spielte, musste er mit seinem Schlagzeug hinter dem Vorhang bleiben, da zu jener Zeit das Schlagzeug bei Country-Musik nicht auf dieser Bühne zu sehen sein durfte. Erst später erlaubte ihm das neue Management unter Dee Kilpatrick (seit 24. September 1956), wenigstens mit einer Snare Drum die Bühne zu betreten. Carl Smith holte ihn 1954 in seine Begleitband Tunesmiths, erste Aufnahmen entstanden mit Buddy Harman am 5. September 1954.

## Hauptberuf: Studiomusiker
Für die meisten Country-Stars nahm er nicht lediglich an einer Aufnahmesession teil, sondern wurde von ihnen regelmäßig angeheuert. Seinen Job als Studio-Schlagzeuger begann er ersichtlich am 19. Mai 1954 bei Aufnahmen für Grandpa Jones (insgesamt 14 Aufnahmesessions), es folgten ab 20. Juni 1954 Chet Atkins (48), ab 3. Oktober 1954 Hank Snow (45), 21. Januar 1955 Porter Wagoner (16); vom 30. Mai 1955 an war er für Jim Reeves (45) tätig oder ab 1. Juli 1955 für Webb Pierce (26). Die Vielzahl der Aufträge machte ihn ab 1955 zum ersten hauptberuflichen Studioschlagzeuger in Nashville.
Seit dem 8. Mai 1955 begleitete er Brenda Lee (42), am 28. Oktober 1958 entstand Brenda Lees rockiges Weihnachtslied Rockin’ Around the Christmas Tree mit Harman. Ab 27. April 1956 spielte er für Faron Young bei insgesamt 75 Sessions, seit 12. Dezember 1956 für Hank Locklin (Please Help me I’m Falling, 5. Januar 1960; 23). Vom 13. Februar 1957 an spielte er bei 29 Sessions für Ray Price. Seit dem 1. März 1957 trug er auch zu neun Sessions für die Everly Brothers bei, deren erster Hit Bye Bye Love an jenem Tag entstand. Bei ’Till I Kissed You (7. Juli 1959) stimmte er sein Schlagzeug so ab, dass es akustisch dem Gesang zu antworten schien. Ab 9. Juli 1957 saß er für Johnny Horton am Schlagzeug (22; The Battle of New Orleans, 27. Januar 1959; Sink the Bismarck, 30. Dezember 1959), Ferlin Husky buchte ihn ab 2. Dezember 1957, Floyd Tillman ab 11. Dezember 1957. Country-Legende Don Gibson nahm Harmans Dienste seit 27. Februar 1958 bei 78 Sessions in Anspruch, die letzte Session mit Harman fand nach 22 Jahren am 24. November 1980 statt.
Buddy Harman gehörte zur Besetzung bei Patsy Cline (ab 8. Januar 1959; 19). Er spielte auf fast allen Filmsoundtracks für Elvis Presley ab 20./21. März 1960 (Little Sister). Ab dem 26. März 1960 war er auch für Roy Orbison (16) tätig. Den aufstrebenden Sänger begleitete er zunächst im RCA Victor Studio (Only the Lonely (Know the Way I Feel), 26. März 1960), aber auch ins Fred-Foster-Tonstudio, wo am 1. August 1964 Orbisons Welthit Oh, Pretty Woman entstand. Dessen Intro verdient eine Beschreibung: Die Basstrommel wird auf jedem Beat geschlagen, während die Snare Drum diesen Beat verdoppelt, und das geschlossene Hi-Hat wird bei jedem Auftakt geschlagen. Nach einem Takt beginnt Grady Martin auf seiner akustischen 12-saitigen Gitarre mit einem aufgelösten Akkord-Riff. Nach einer Wiederholung beginnen der elektrische Bass und die elektrische Leadgitarre, nach zwei weiteren Wiederholungen startet die zweite elektrische Gitarre und wird durch das Saxophon punktuiert. Im Oktober 1960 stand Harman selbst im Vordergrund, als der Drum Twist entstand. Insgesamt brachte er es mit seiner Buddy Harman Combo auf fünf Singles.

## Schlagzeug für weitere Hits
Patti Page wählte den Schlagzeuger ab 6. Februar 1961 als Begleitmusiker im Tonstudio (15), ab 9. Februar 1961 spielte er für Jerry Lee Lewis (What’d I Say; 57), Claude King heuerte ihn ab 16. April 1961 an, Jimmy Dean ab 18. August 1961 (Big Bad John; 13), Johnny Cash (ab 8. August 1958; acht Sessions). Tammy Wynette buchte ihn ab 20. Februar 1970 (Stand by Your Man; 12). Loretta Lynn ab 8. September 1961 (Don’t Come Home A’ Drinkin’ (With Lovin’ on Your Mind), 5. Oktober 1966; Woman of the World, 18. November 1968; Love is the Foundation 5. März 1973). Harman blieb ihr für 72 Sessions bis April 1983, aber mit größeren Unterbrechungen, treu. Bei Simon & Garfunkels Millionenseller The Boxer spielt er Perkussion. Die Grundlagenaufnahmen hierfür fanden in Nashville ab 16. November 1968 statt, Geigen und Gesang wurden in den Columbia Studios von New York hinzugefügt, der Endteil entstand im Dezember 1968 in der St. Paul’s-Kathedrale. Er spielte Bass auf Ringo Starrs Country-Album Beaucoups of Blues, das in Nashville ab dem 26. Juni 1970 produziert wurde.

## Leistungen
Buddy Harmans leise Arbeit am Schlagzeug bei Crazy (21. August 1961) für Patsy Cline war die Grundlage des von ihm entwickelten Country Shuffle-Rhythmus (Nashville-Version): überwiegend wird der Besen bevorzugt, die Schläge 1 und 3 werden auf der Basstrommel ausgeführt, 2 und 4 auf der kleinen Trommel. Daran wird Harmans vielseitige Schlagzeugarbeit erkennbar. Er beherrschte sowohl den harten Beat (Oh, Pretty Woman, Roy Orbison), anmutigen Schwung (King of the Road, Roger Miller), direkten Countrystil (Coal Miner’s Daughter, Loretta Lynn) als auch zurückhaltende Rhythmik (I’m Sorry; Brenda Lee). Anfang der sechziger Jahre spielte er bei 600 Sessions pro Jahr. Er ist auf schätzungsweise 15.000 bis 18.000 Aufnahmen zu hören. Damit war er der meistbeschäftigte Sessionmusiker aller Zeiten. Überwiegend benutzte Harman ein vierlagiges Ahornholz-Schlagzeug der Marke Pearl Masters.

## Familie und Auszeichnungen
Buddy Harman war seit 1967 mit Marsha Marvell Irby Harman verheiratet. Aus der Ehe gingen die Kinder Summer, Autumn (Töchter), Mark, Stanley, Murrey M. Harman III und Richard († 2007) hervor. Seit Mai 1991 war er wieder angestellter Schlagzeuger bei der Grand Ole Opry. Seine wichtigsten Auszeichnungen waren Drummer of the Year (1981; Academy of Country Music) und Super Picker-Award für Schlagzeug auf den meisten Nummer-eins-Hits (Nashville NARAS 1975 und 1976). Seine Arbeit ist zu hören auf der CD Regeneration (Reunion of Nashville’s A Team), die die Studiomusiker von einst im September 2003 nochmals zusammenbrachte. Er verstarb 2008 in seiner Geburtsstadt Nashville an Herzversagen.